# Bürstenmanufaktur Oberschwaben
Die Bürstenmanufaktur Oberschwaben (auch Naturbürsten Oberschwaben genannt) in Bad Waldsee im Landkreis Ravensburg in Oberschwaben war der letzte Bürsten herstellende Betrieb in Baden-Württemberg, der in Handarbeit seine Produkte fertigte. Im Jahr 2022 wurde die Produktion eingestellt.

## Manufaktur
Die Manufaktur stellte Natur-Bürsten, -Besen und -Pinsel aus Pferde-, Wildschwein- und Ziegenhaar her. Die Produktpalette reicht vom Ministaubpinsel bis zum Straßenbesen.

### Herstellung
Die Haare für die spätere Bürste werden mittels einer Drahtschlinge in das Holz eingezogen. Im nächsten Arbeitsgang werden an einer Abschermaschine die Bürstenhaare auf Länge geschert. Soweit nötig, kommt auch noch eine Bankschere zum Schneiden der geschweiften Bürsten zum Einsatz. Danach werden die Bürsten in einem letzten Arbeitsgang ausgeputzt.
Innerhalb der Manufaktur ist eine Schauwerkstatt für das Bürstenhandwerk und ein Ladengeschäft integriert. Der Betrieb befindet sich in Bad Waldsee direkt neben (außerhalb) dem Wurzacher Tor.
Am 29. April 2007 wurde die Bürstenmanufaktur Oberschwaben im Guinness-Buch der Rekorde für den größten Straßenbesen der Welt gelistet.